# Mino Delle Site
Domenico „Mino“ Delle Site (* 1. Mai 1914 in Lecce; † 1996 in Rom) war ein italienischer Maler und Bildhauer.
Als Künstler des Futurismus war er ein wichtiger Vertreter der Aeropittura. Nach dem Zweiten Weltkrieg war er auch beeinflusst von Kubismus und Abstraktionismus. Seine Werke gehören zur ständigen Sammlung des Museo Caproni in Trient und wurden 2000 im Palazzo Grassi ausgestellt.

## Leben
Im Jahre 1930, mit 16 Jahren, zog Mino Delle Site nach Rom. Im Februar 1931 bei der „Prima Mostra di Aeropittura – Omaggio futurista ai trasvolatori“ lernte er zahlreiche Künstler kennen: Marinetti, Balla, Fillia Prampolini, Dottori und schloss sich der futuristischen Bewegung an. Ein Jahr später zeigte er bei der „Bragaglia fuori Commercio“ seine erste Einzelausstellung, gefördert durch Enrico Prampolini, und 1933 stellte er in seiner Geburtsstadt Lecce aus, präsentiert vom futuristischen Aeropoeten Vittorio Bodini. 1935 nahm er mit anderen Futuristen teil an der II. Quadriennale di Roma, an der XX. Biennale di Venezia (1936), an der 2. Mostra della Plastica Murale (1936) in Rom, an der XXI. Biennale di Venezia (1938) und auch an der III. Quadriennale Romana (1939).
In den 1950er-Jahren hatte Delle Site seine erste Werkschau in der Galleria delle Carrozze in Rom (1956) und nahm teil an den Quadriennalen VI, VII und VIII. 1965 hatte er eine Einzelausstellung in der New Yorker Galerie Rizzoli. In den 1980er-Jahren nahm Delle Site teil an den Ausstellungen „Gli Anni Trenta“ und „Il Futurismo e la moda“ in Mailand (1982 bzw. 1988), „Futurismi Postali“ (Rovereto, Grado, Bari, Palermo und Alessandria), und erhielt eine Werkschau in der Galleria Fonte d’Abisso in Modena (1984), die 1985 in der Galleria Narciso in Turin wiederholt wurde. 1989, ein Jahr vor seinem Tod, ehrte die Stadt Lecce ihren Sohn mit einer neuen Werkschau. Es folgten die Ausstellungen „Aereo e Pittura“ (Neapel und London 1989/90), „Futurismo e Meridione“ (1996, Neapel), „Gli anni del futurismo in Puglia. 1909-1944“ (Bari und Tarent), „I temi del Futurismo“ (1998, Genua und Mailand) sowie „Futurismo e Aeropittura, Arte in Italia“ (1999, Lissabon).
2013 gab es in Rom die Retrospektive „La Ricerca nel Segno“ und der Delle Site wurde aufgenommen in die Gemeinschaftsausstellung „Alluminio. Tra Futurismo e Contemporaneità“ im Museo Civico von Montevarchi.